# Chiesa di San Bartolomeo (Pontevedra)
La Chiesa di San Bartolomeo ( Iglesia de San Bartolomé ) è una chiesa barocca situata nella città di Pontevedra in Spagna. Si trova in via Sarmiento, vicino alla vecchia porta di Santa Chiara o Rocheforte delle antiche mura della città vecchia. La chiesa si trova accanto al Collegio della Compagnia di Gesù, oggi appartenente al Museo di Pontevedra. 

## Storia
La chiesa fu costruita tra il 1695 e il 1714, dalla Compagnia di Gesù secondo i piani della chiesa del Gesù a Roma. È la chiesa del Collegio ad essa collegato che i gesuiti possedevano nella città tra il 1650 e il 1767, anno della loro espulsione dalla Spagna. Questo antico tempio gesuita fu consacrato il 14 luglio 1714. 
La scelta del luogo per la costruzione della chiesa fu fatta nel 1685. Pedro Monteagudo, ne fece il progetto, sul modello della chiesa del Gesù (Roma). La chiesa fu trasformata in chiesa parrocchiale nel 1836 quando sostituì la chiesa di San Bartolomeo il Vecchio, che occupava il sito dove oggi si trova il Teatro principale di Pontevedra. 
La chiesa sopravvisse al terremoto di Lisbona nel 1755, ma furono aggiunti contrafforti sul lato sinistro per assicurarla e rafforzare le fondamenta.

## Descrizione
La chiesa di San Bartolomeo è un grande edificio solenne e uno dei rari esempi esistenti in Galizia dell'architettura barocca italiana, molto diverso da quello del barocco galiziano. Con questa chiesa, il cosiddetto barocco internazionale fu introdotto in Galizia. 
Ha una pianta a croce latina incisa in un rettangolo. La chiesa è composta da tre navate con tre sezioni e un transetto con una cappella principale tra due sagrestie. Ricorda chiese italiane come il Gesù a Ferrara, il Gesù a Lecce o la Chiesa della Compagnia a Venezia, tra gli altri. Le navate laterali sono coperte con volte a crociera in sezioni e la navata principale con volta a botte. La cupola poggia su pennacchi. All'interno, ci sono importanti sculture della scuola di Valladolid, come la Maddalena Penitente e la scuola barocca di Santiago di Compostela . 
Sulla sua facciata, le 6 grandi colonne doriche, le torri e il frontone superiore sono caratteristiche del barocco gesuita. C'è anche lo stemma della famiglia Pimentel, nella parte superiore un grande stemma della Spagna in pietra e al centro, una scultura della Vergine Maria in una nicchia. 
Nella chiesa c'è un'insolita scultura della Vergine di O incinta.

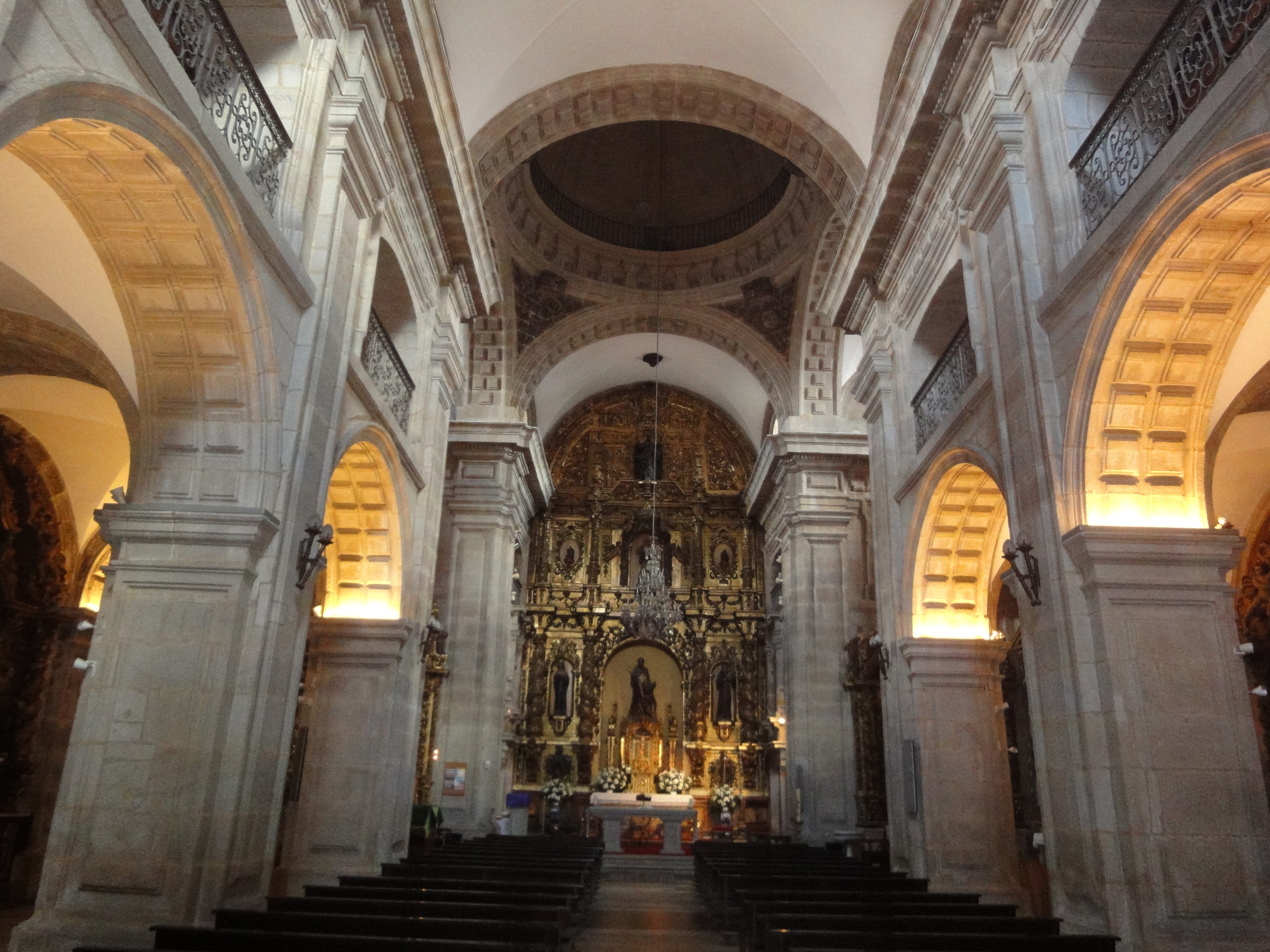
Navata centrale della chiesa
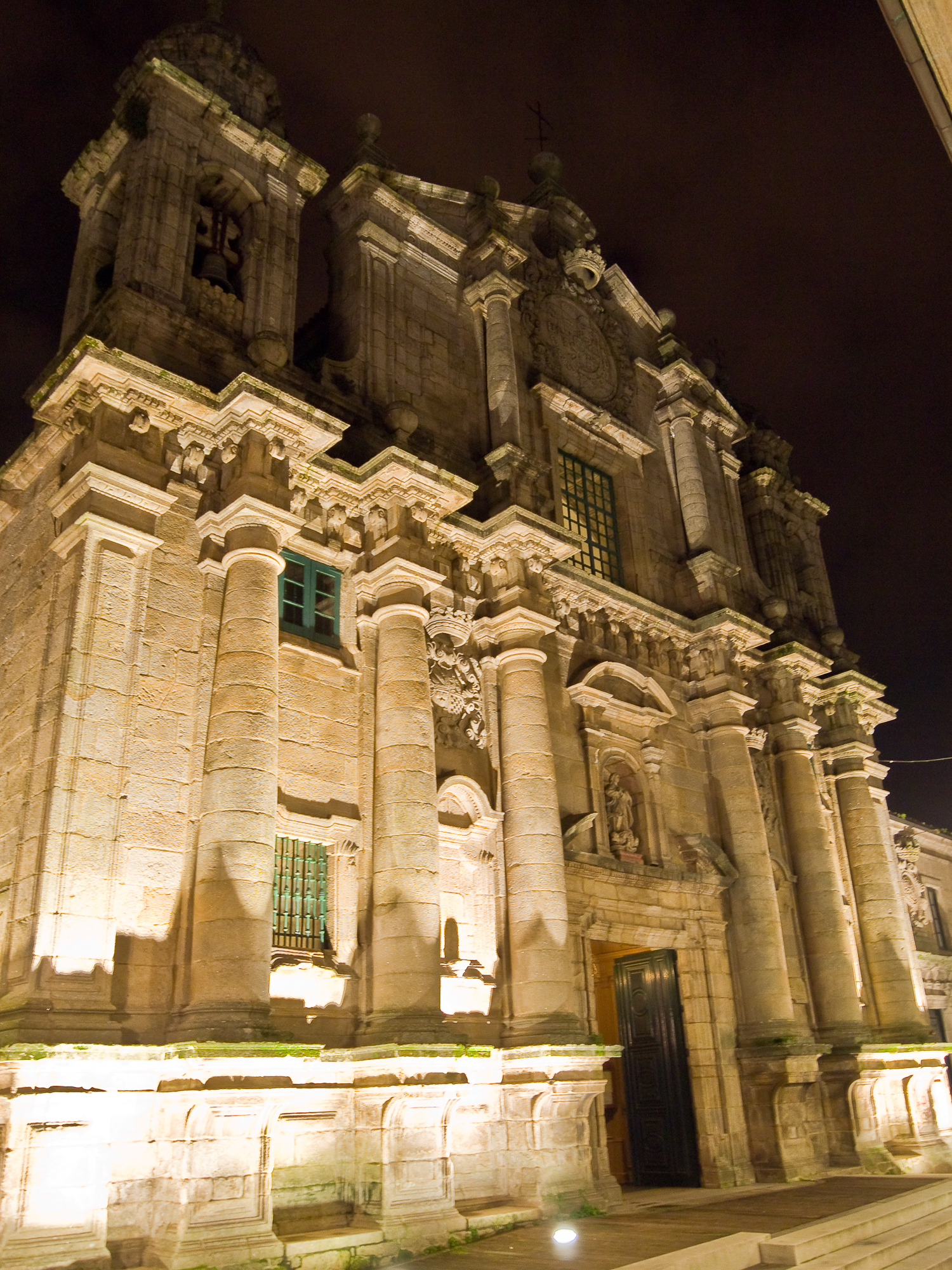
La chiesa di notte
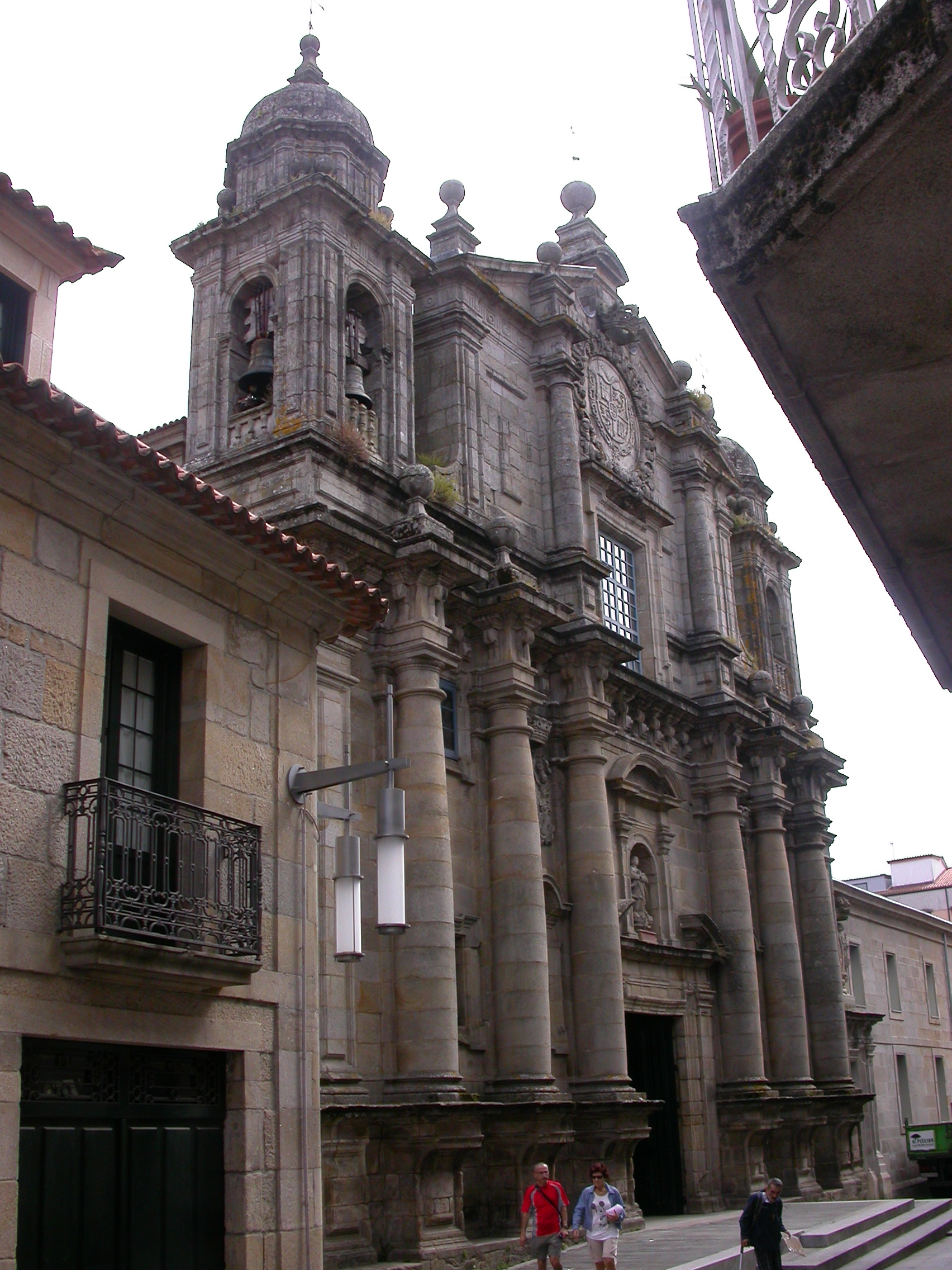
Chiesa di San Bartolomeo
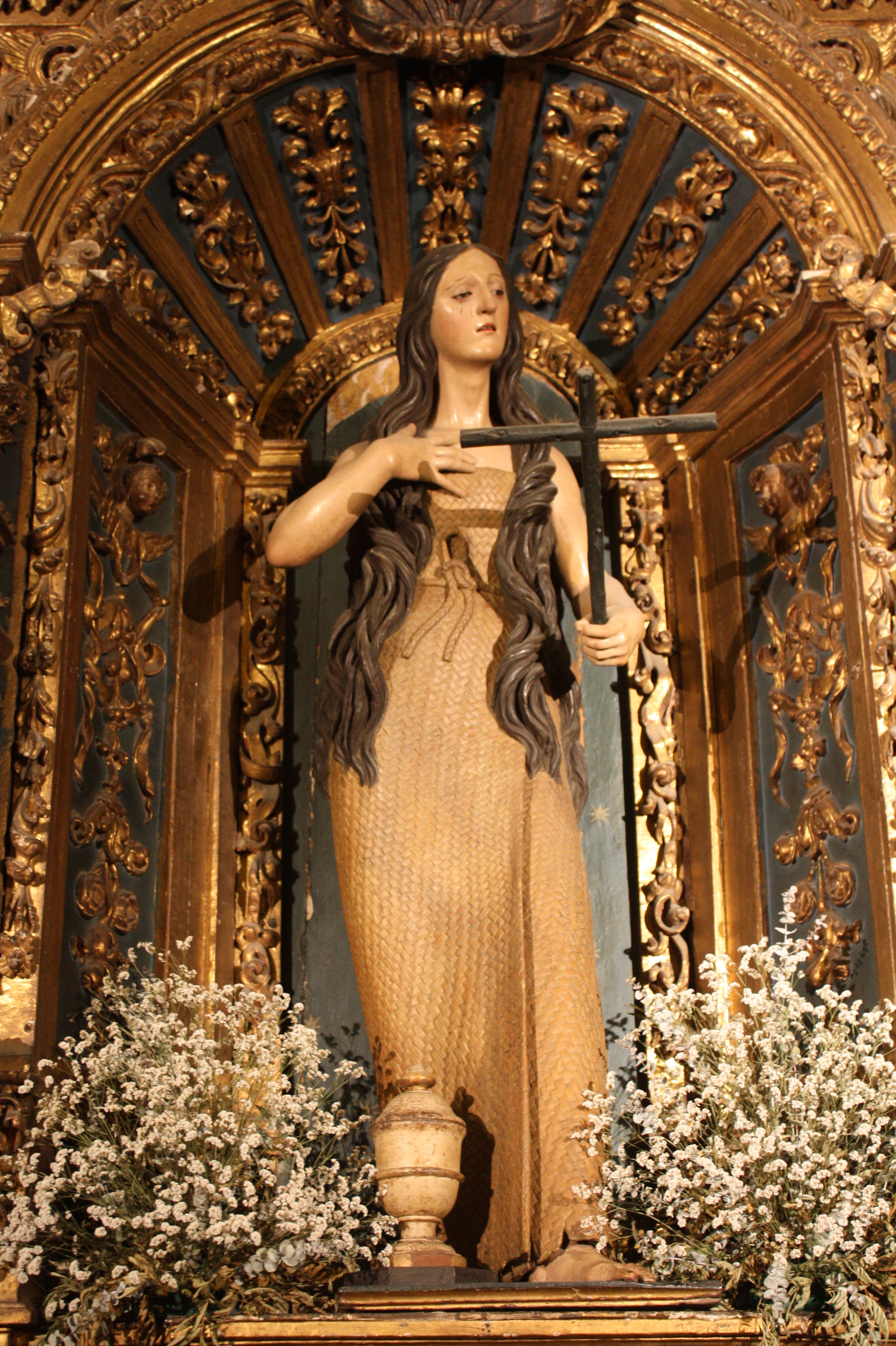
Maddalena Penitente
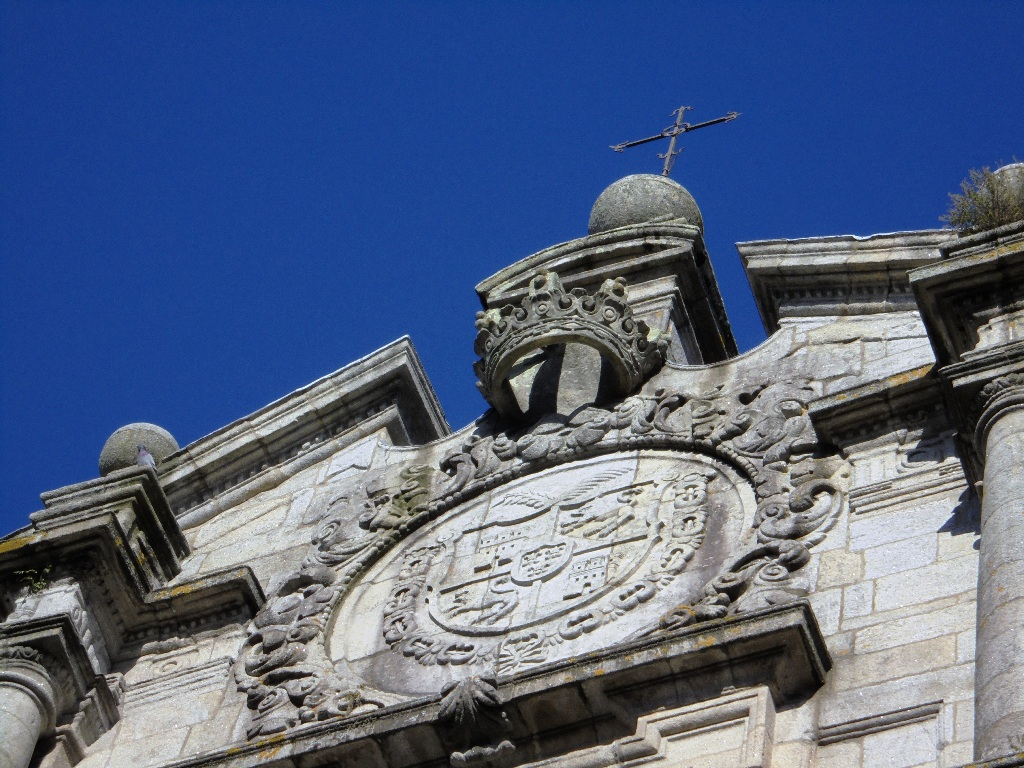
Stemma della Spagna nella parte superiore della facciata
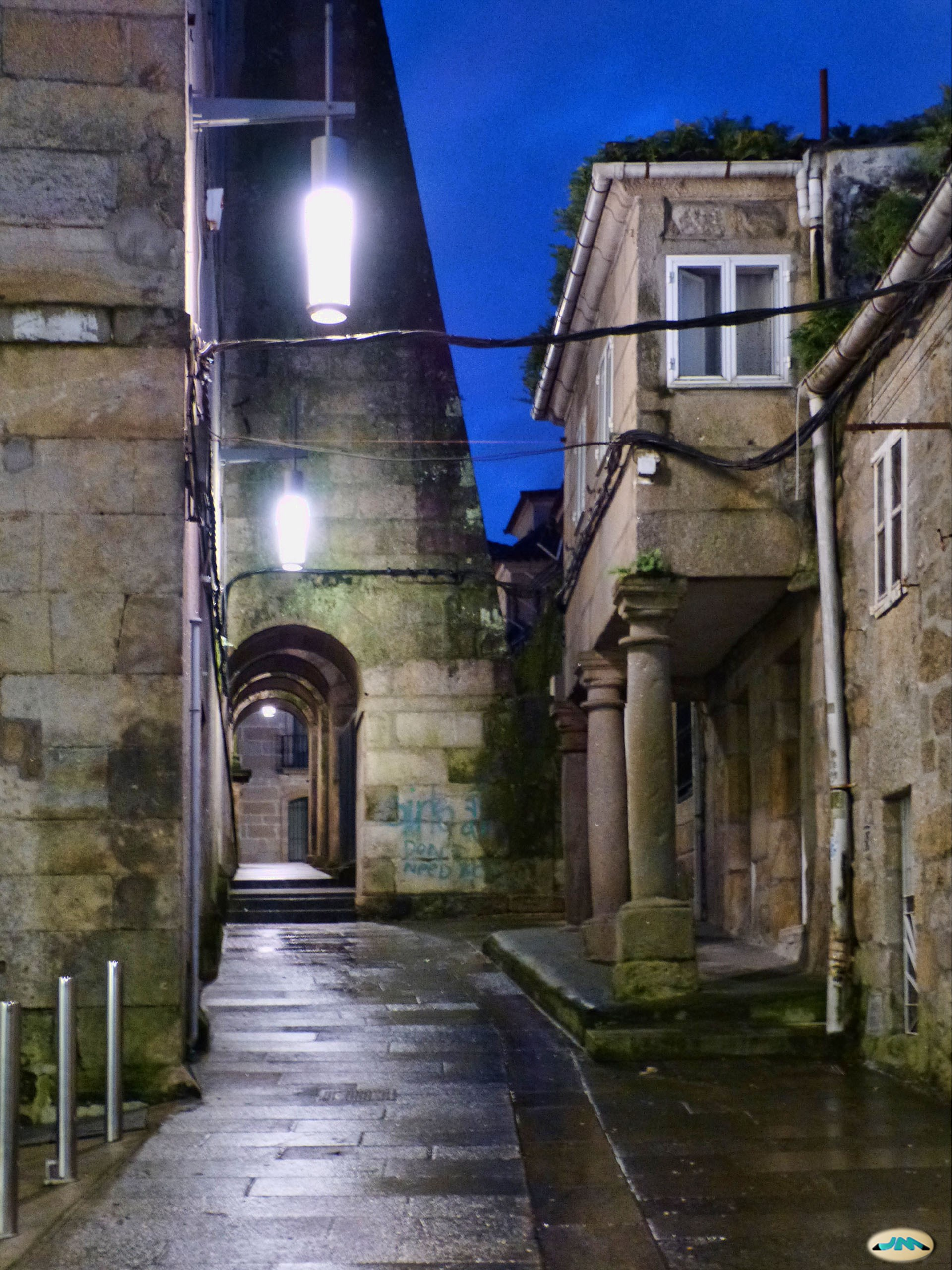
Contrafforti laterali di sinistra
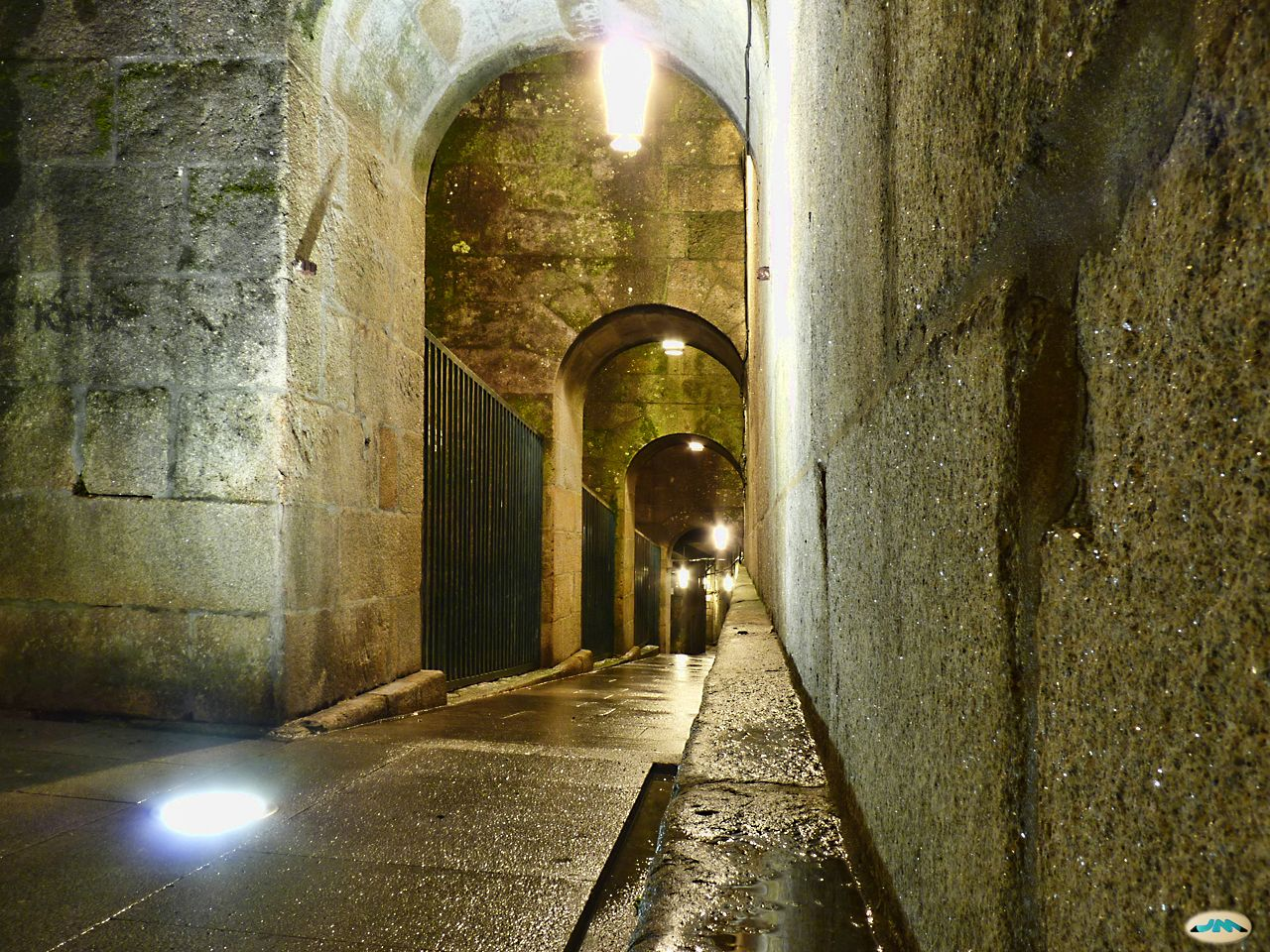
Passaggio sotto i contraforti
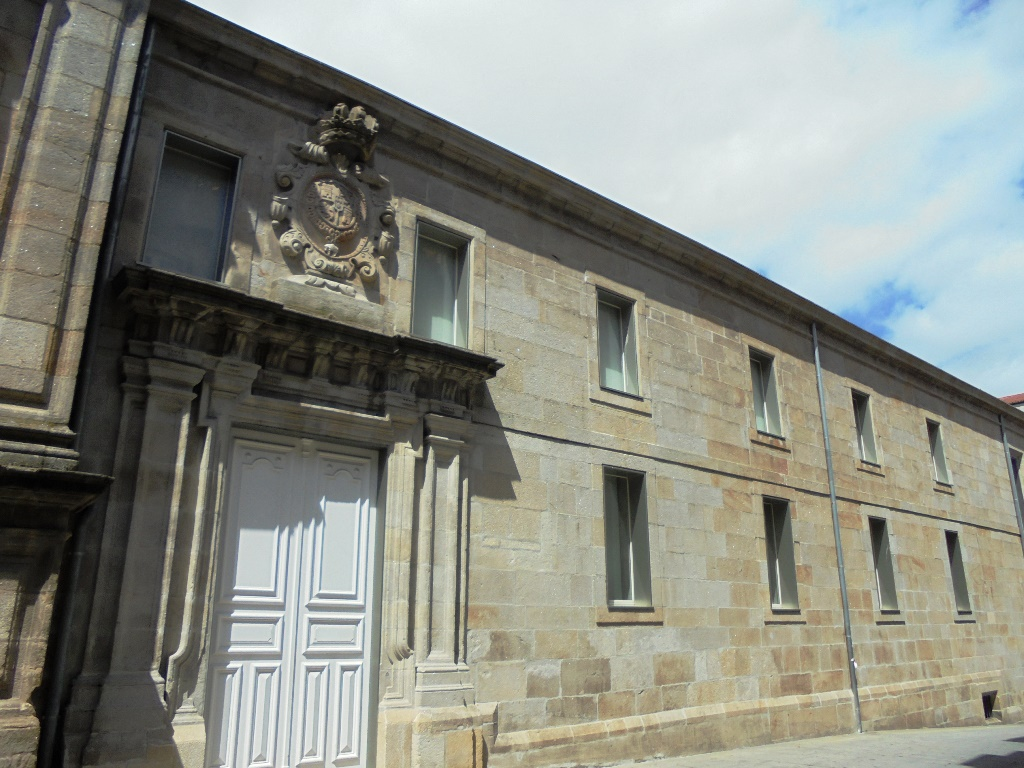
Collegio della Compagnia di Gesù
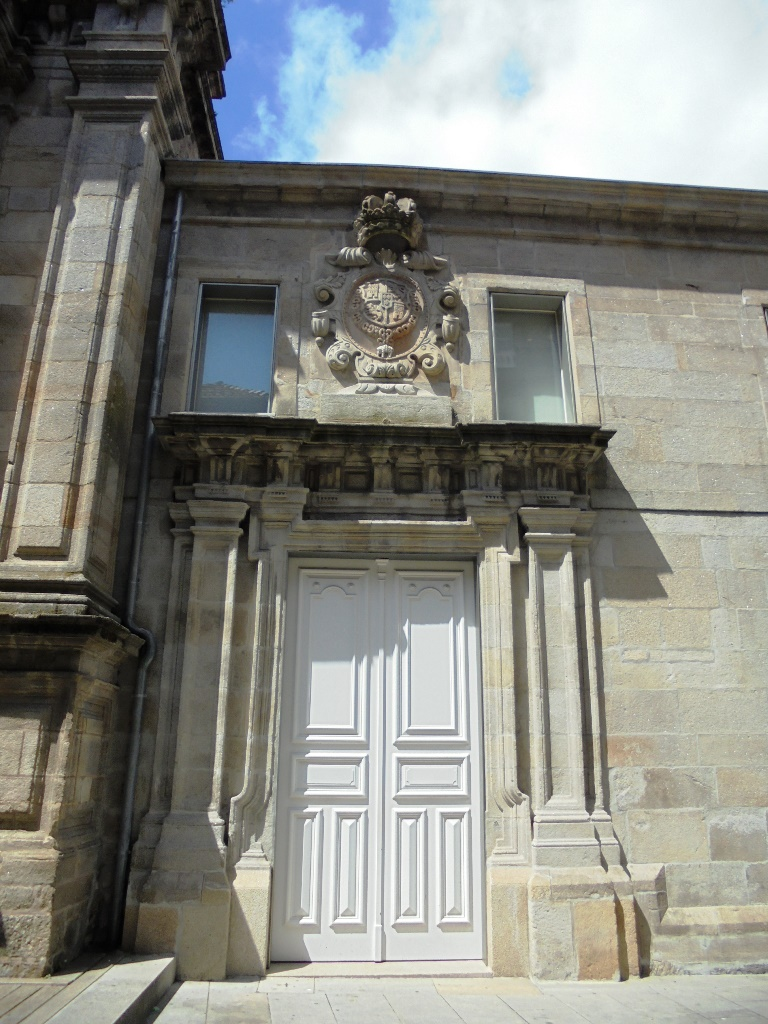
Stemma del Collegio della Compagnia di Gesù